# 隆吉希
隆吉希（德語：Longuich，德語發音：[ˈlɔŋɡɪç]）是德国莱茵兰-普法尔茨州的市镇，属于特里尔-萨尔堡县。该市镇总面积为8.82平方千米，截至2023年12月31日总人口为1,350人。